# Owen (samopal)
Owen byl samopal australské výroby, který byl používán během druhé světové války a je považován za jeden z nejlepších (ne-li úplně nejlepší) samopalů druhé světové války. Samopal se vyznačoval vysokou spolehlivostí v náročných podmínkách, jako je džungle, kde jiné samopaly selhávaly. Byl oblíbený mezi vojáky pro spolehlivost, snadnou údržbu a vysokou přesnost. Zbraň byla pojmenována po vojínu Evelynu Owenovi, který se podílel na jejím vzniku.

## Vývoj

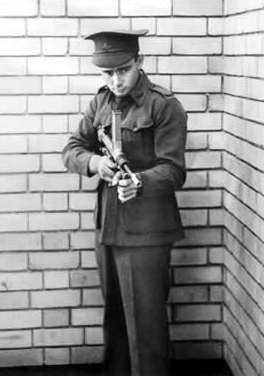
Vojín Evelyn Owen, cca 1941

V roce 1939 představil Evelyn Owen armádě svůj podomácku sestrojený samopal. Zbraň byla ráže .22LR s válcovým zásobníkem otáčeným pružinou z gramofonu. Chyběla i klasická spoušť, kterou nahrazovalo tlačítko na rukojeti ovládané palcem. Armáda neprojevila o zbraň zájem a než v roce 1940 Owen narukoval do armády, ponechal zbraň v pytli od cukru stát opřenou o stěnu garáže domu svých rodičů.
Zbraně opřené o stěnu si všiml Owenův soused Vincent Wardell, manažer továrny Lysaght Works. Wardell byl zprvu rozzloben Owenovou nezodpovědností a požadoval vysvětlení Owenových. Když se Wardell od Evelinova otce dozvěděl více o historii samopalu a měl možnost si samopal lépe prohlédnout, byl zbraní velmi zaujat a spatřil v ní potenciál. Wardell představil zbraň Essingtonu Lewisovi, který řídil produkci munice v době války. Ten zařídil převelení Owena do vývojového střediska v Melbourne, kde mohl pokračovat na vývoji zbraně a rovněž zajistil Owenovi možnost demonstrovat svou zbraň ústřední radě pro vynálezy odboru koordinace obrany. Vedení australské armády se nadále bránilo zavedení samopalů do výzbroje a odmítalo financovat vývoj domácího samopalu.
Kapitán Cecil Dyer z armádního ústředí pro vynálezy viděl ve zbrani potenciál a byl si vědom toho že Austrálie potřebuje spolehlivý samopal domácí výroby a proto soukromě kontaktoval Vincenta Wardella a pověřil Lysaght Works, aby vytvořila vylepšený prototyp se středovým zápalem v ráži .38 S&W. Konstrukčnímu týmu ale nebylo poskytnuto střelivo ani hlaveň pro zbraň v této ráži. Nakonec tým změnil ráži na .32 ACP s využitím staré hlavně z pušky Lee-Enfield se jim podařilo během 3 týdnů sestrojit zcela novou zbraň.
Lysaght Works oznámili dokončení samopalu, Na to armáda zareagovala požadavkem na vytrvalostní test zbraně, kdy musela bez závad vystřílet 10 000 ran. Australská armáda odmítla poskytnout náboje .32 ACP a místo toho přislíbila náboje .45 ACP, kterých měl být dostatek. Nově tak musela být zbraň vyrobena v ráži .45 ACP. Místo slíbených nábojů obdržela továrna náboje .455 Webley  zbraň předělali na novou ráži. Armáda nereaguje na zprávy o bezproblémovém fungování zbraně v ráži .32 ACP a .45. Vedení australské armády nařizuje opět postavení zbraní v ráži .38 S&W. Při testech se ukázalo, že samopal v ráži .38 S&W nemůže fungovat spolehlivě kvůli nízké energii náboje. Vincent Wardell kontaktuje přímo ministra obrany a předvede mu samopal Owen. Ministr je ohromen a požaduje vysvětlení po armádě, proč ještě nebyl zaveden do výzbroje fungující samopal v době, kdy země zoufale potřebuje zbraně. Válečný kabinet požaduje vyrobení 100 zbraní. (V roce 1940 australská armáda očekávala dodání výrobní dokumentace k samopalu Sten z Británie a následné rozběhnutí výroby v Austrálii. Později během zkoušek Stenu se ukázalo že, Sten nebyl zdaleka tak dobrou zbraní jak se očekávalo i přes toto zjištění vedení armády chtělo za každou cenu potopit vývoj samopalu Owen, a dotlačit do výroby sten.)
V září 1940 se Wardell seznamuje s nábojem 9 mm Luger a zjišťuje, že má mnohem lepší vlastnosti a výborně se hodí pro samopal. Požaduje proto, aby Owen bylo možné vyrábět v této ráži. 7. září je dovoleno zkonstruovat samopal v ráži 9mm, stalo se tak z vlastní iniciativy úředníka, který byl otráveny obstrukcemi ze strany armády a rozhodl se pozměnit nařízení. Armáda ignoruje spolehlivou funkci samopalu v ráži 9 mm trvá na výrobě .38 S&W a dalších zbytečných úpravách na zbrani, které by zhoršily její fungování.

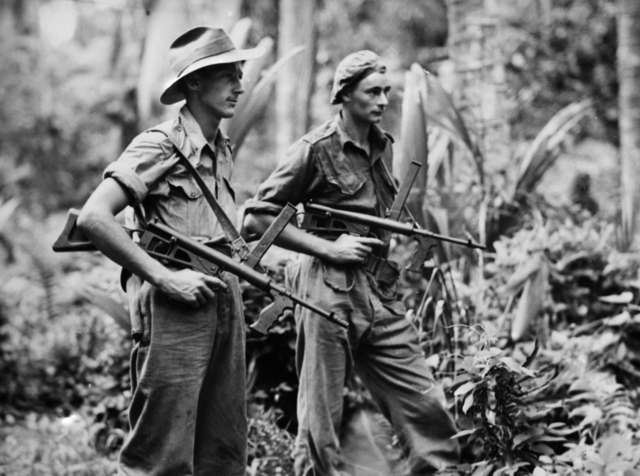
Dva vojáci se samopaly Owen v Nové Británii, duben 1945

30. září 1941 proběhly srovnávací testy samopalů Owen, Sten a Thompson. Test ukázal nízkou spolehlivost favorizovaného samopalu Sten, jen o něco lépe si vedl samopal Thompson, ale ani ten zdaleka nedosáhl spolehlivosti Owenu.
Test skončil drtivým vítězstvím samopalu Owen a ministerstvo obrany zvýšilo objednávku na 2000 kusů samopalů. Ministerstvo obrany nadále nechává zavedení samopalu plně v kompetenci armády, ta se snaží dále zdržovat výrobu samopalu, a požaduje další testy a po nich úpravy zbraně. Vincent Wardell kontaktoval tisk a zveřejnil cely příběh obstrukcí ze strany armády, na několika vystoupeních se ukáže nekompetentnost armádních byrokratů. Samopal Owen se dostává do popředí pozornosti veřejnosti, armáda stahuje požadavky na úpravy zbraně jako neopodstatněné a po personálních změnách v armádě se začne pomalu rozbíhat produkce samopalů. V Lednu 1942 jsou dodány první samopaly owen.
Owen vydržel ve výzbroji australské armády až do 60. let kdy byl nahrazen samopalem F1. Není jisté, kolik práce odvedl na konstrukci zbraně Evelyn Owen a jeho podíl je považován spíše za symbolický, podle odborníků sehráli zásadní roli při vývoji samopalu konstruktéři Gerard Wardell, Freddie Kunzler. Jméno Evelyna Owena nese samopal z propagačních důvodu, které měli pomoct při mediální kampani prosadit zbraň do výroby proti odporu armády.

## Konstrukce

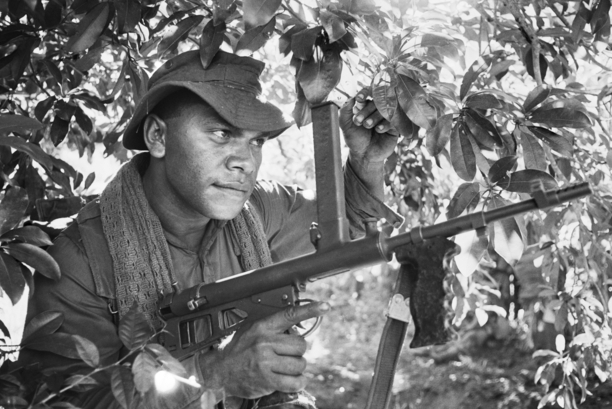
Korporál Buddy Lea z Delta Company, 6 RAR, vyzbrojený samopalem Owen v Jižním Vietnamu roku 1966

Owen měl dynamický závěr a střílel z otevřeného závěru. Pouzdro závěru bylo rozděleno na dva prostory navzájem oddělené přepážkou s malým průchodem, kterým procházelo táhlo spojující napínací páku se závěrem. Výhodu tohoto řešení bylo, že nečistoty, které se dostaly do zbraně vybráním pro napínací páku nemohly pronikat dále do prostoru s pružinou a závěrem. Hlaveň byla na ústí opatřena kompenzátorem zdvihu. Owen mohl střílet jak dávkou, tak jednotlivými výstřely. samopal byl vybaven přední pistolovou rukojetí místo klasického předpažbí. Schránkový zásobník se do zbraně nasazoval shora, to umožňovalo umístění vyhazovacího okénka na spodní straně zbraně. Případné nečistoty, které by se dostaly do zbraně, by vypadly opět vyhazovacím otvorem nebo se neměly kde usazovat. Kvůli umístění zásobníku na horní straně musela být mířidla umístěna mimo osu hlavně a to netypicky na pravé straně zbraně. Zásobník má dvouřadé vyústění a vyhazovač prázdných nábojnic je součástí zásobníku. Ke konci války se objevily pokusné velkokapacitní zásobník na 72 ran. Zbraně přicházely již z výroby k útvarům opatřené pestrým maskovacím nástřikem žluté a zelené pro boj v džungli. Po skončení války byl u většiny zbraní maskovací nástřik odstraněn a samopaly byly opětovně načerněny.

## Varianty
Owen gun byl v průběhu výroby celkem třikrát upraven, především z důvodu snížení hmotnosti zbraně. Na kusech, které se zachovaly dodnes, je možné najít části z různých verzí. K tomu došlo pravděpodobně v poválečném období, kdy byly zbraně opětovně sestavovány z dílů v lepším stavu. První verze Mk1 42 je na první pohled rozpoznatelná podle hlavně opatřené žebrováním v místě uchycení do pouzdra závěru a celokovové pažby. Verze Mk2-43 má již hlaveň bez žebrování a pažbu částečně dřevěnou, další změny, které již nejsou viditelné proběhly na spoušťovém ústrojí. Verze Mk2 z vnějšku připomíná verzi Mk1-43 a hlavní změny proběhly opět na spoušťovém ústrojí.